# Hotondmolen
De Hotondmolen is een voormalige windmolen in het Belgische dorp Zulzeke. De molen is gelegen op de Hotondberg (helling Hoogberg-Hotond) aan het natuurgebied Hotond-Scherpenberg. Enkel de molenkuip resteert nog en deze doet tegenwoordig dienst als uitkijktoren bij sporthotel en grill 'Hotond'.
De eerste vermelding van een molen op de Hotondberg dateert uit 1672. Waarschijnlijk was de molen toen een staakmolen. In het begin van de 19e eeuw is de molen vervangen door een stenen exemplaar, een zogenaamde grondzeiler. De molen is meermaals hersteld, onder andere in 1845 en 1911. Sinds 1945 maalt de molen niet meer en heeft ze een toeristische functie. In 1957 werd op de uitkijktoren een oriëntatietafel neergezet, op het hoogste punt van de provincie Oost-Vlaanderen.
Het molenaarshuis deed dienst als café; sinds 2018 huisvest het molencomplex een sporthotel.

## Afbeeldingen

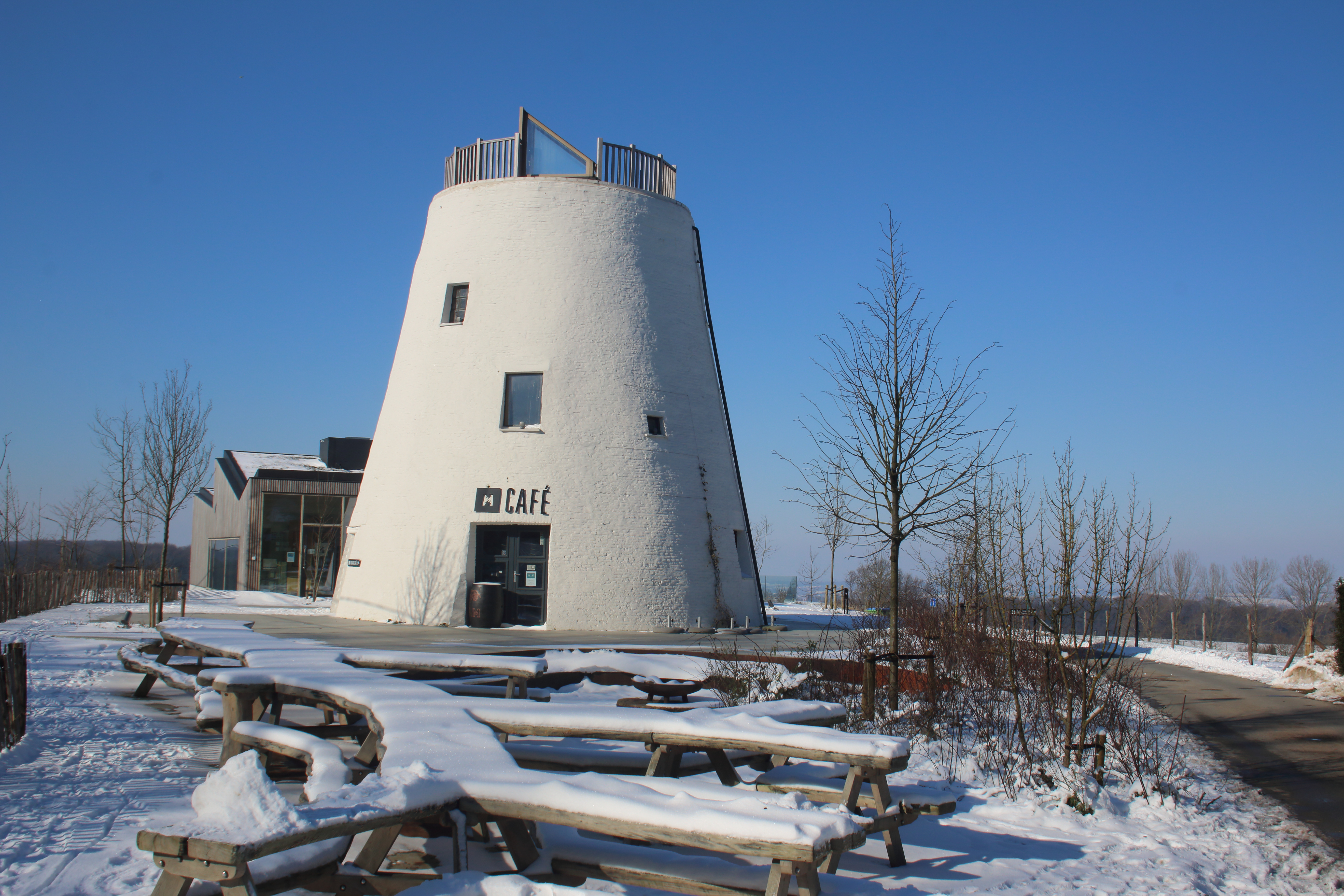
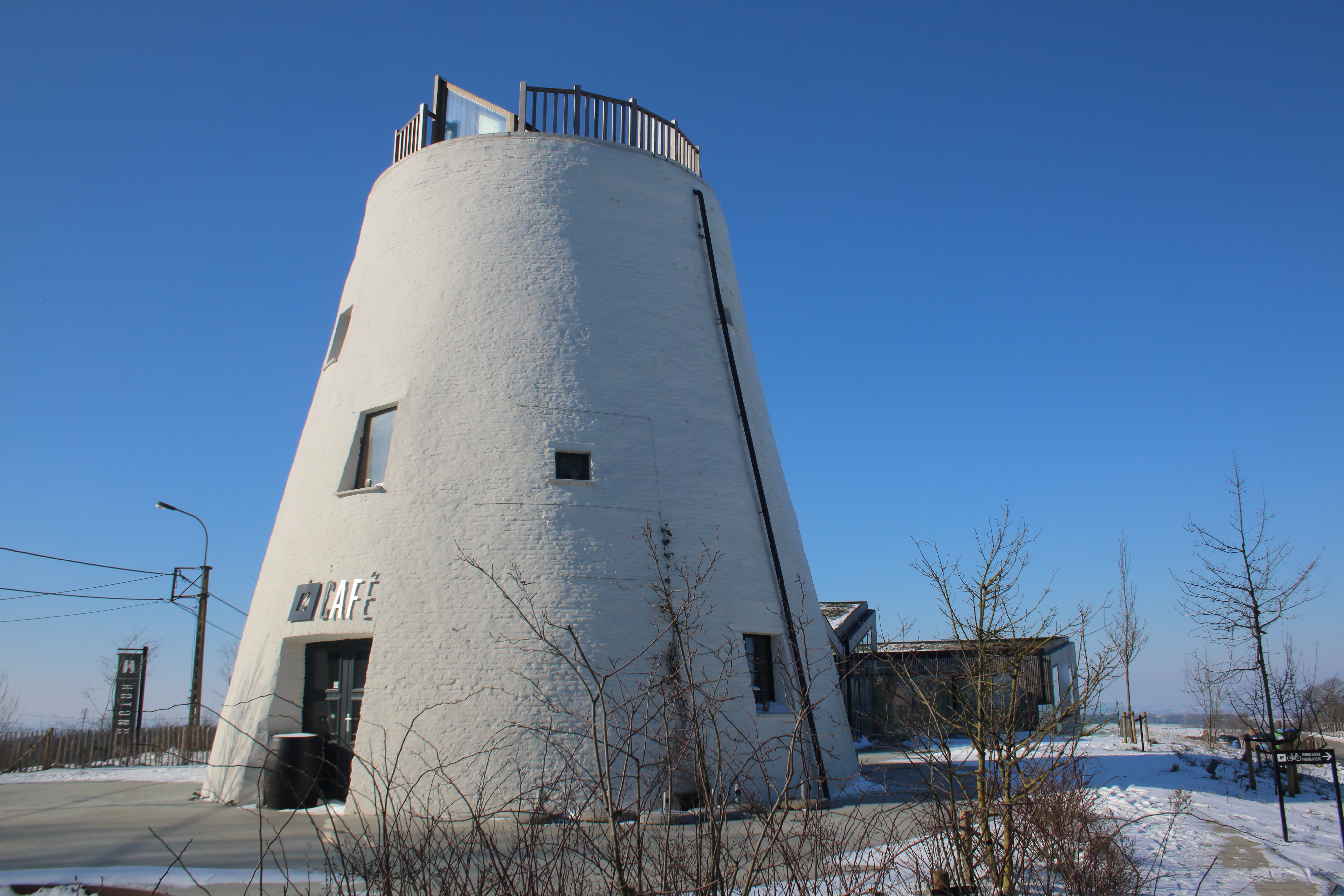